# 紧急公关
《緊急公關》是中国大陆的社會職場题材电视剧，由優酷、成都青春海秀文化传媒有限公司、四川星空影視文化傳媒有限公司、中國國際電視總公司聯合出品，惠楷棟執導，曹雪萍編劇，王浩、徐彬總製片，黃曉明、蔡文靜、譚卓、林佑威、張博、李強等主演。該劇於2019年11月25在成都開機，2020年4月18日殺青，2021年1月16日在中央電視台電視劇頻道播出，並在優酷網、央視網同步播出。

## 播出平台
| 頻道       | 所在地   | 日期          | 時間 | 備註 |
| ---------- | -------- | ------------- | ---- | ---- |
| 中央電視台 | 中国大陆 | 2021年1月16日 |      |      |
| 爱奇艺     | 中国大陆 | 2021年1月16日 |      |      |
| 央視網     |          | 2021年1月16日 |      |      |
|            | 臺灣     |               |      |      |

## 劇情簡介
林中硕（黄晓明饰）由传媒圈转行公关业，供职于知名公关公司际格，处理危机事件。他不按常理出牌，出其不意的解决了许多公司的危机，并协助际格老板高峰（李强饰）打倒了他的宿敌—知晓高峰秘密、阴险狡诈的方励（张博饰），挽救了际格公司。而林中硕也解决了个人的危机。他曾因失实报道而离开媒体圈，自责多年，在处理他人危机的过程中，他坦诚面对自己的错误，救助了因失实报道而受到伤害的当事人，弥补了当初的过失。林中硕的坚定、正义，始终坚持社会公理，改变了大家对他的偏见，赢得了大家的尊重，他是名副其实的危机公关先生。而林中硕在公关危机的过程中，也逐渐认清了与他有瓜葛的两位女性，许雯雯（蔡文静饰）和袁未（谭卓饰）。他与通过自媒体手段披露问题、弘扬社会正气的许雯雯心灵相惜，最终走到了一起。

## 演员列表
| 演員   | 角色   | 簡介 |
| 黃曉明 | 林中碩 | 際格公关公司的新任副总裁，负责紧急公关部门。霍偉倫的搭擋。危机公关专家，以前是資深記者，因报道不實而离开媒体圈自责多年，表面上理智、冷酷、不近人情，有自己的原則與底線，但在他深不可测的外表下，实则个非常有原则、充满了正义感的人。在处理危机公关案件时，他表面以公司和客户的利益为重，为达目的不惜一切手段，但其实，他一直秉持社会正义，坚信只要站在社会正义一边，一切危机才有可能最终化解。与处处作对的许雯雯不打不相识，最後终成眷属，并且與許雯雯一起打理鹰瞳工作室。 |
| 蔡文靜 | 許雯雯 | 《鷹瞳》新聞媒體負責人。坚守正义初心的雜誌社记者，也是林中硕的女邻居。气质出众的许雯雯，在与林中硕几次过招之后，對林中碩漸漸好感。但由于她一直没有坦白自己的身份，而导致林中硕覺得被利用一度和她决裂，兩人的關係出現危機。后来，林中硕和许雯雯在經歷了許多事情後还是和好再一起，自己成立工作室并且與林中碩一起打理鹰瞳工作室。 |
| 譚卓   | 袁未   | 奧佳律師事務所的律師，林中碩的前女友。奥佳律師事務所的律师合伙人，独立干练，率性优雅，漂亮，气场强大，是他人眼中的职场女精英。她是林中硕的前女友，袁未認為中碩不當記者後太放縱自己，沒法跟她一起成長，她現在可是律所的合夥人，因此兩人分手，分手後在她的内心深处，却有一个和林中硕解不开的结；因而导致二人之间的情感纠葛不清 剪不断，裡还乱。经常在工作中和林中硕狭路相逢。袁未手段了得，曾为了挽回林中硕来到际格任副总，又曾帮助方励打败林中硕。                          |
| 張博   | 方勵   | 宏伟公关公司CEO，前際格公关公司副总裁。能力出众，野心大，事业有成，表面绅士儒雅，做事果斷，实则心思缜密，为了利益， 他不惜用各种阴险手段。从小地方出来到大城市打拼的他，当他一步步成长、快要成功的时候，受到了排挤，心理开始扭曲。他与林中硕是大学同学而又师出同门，二人在公关行业狭路相逢，相互敌对。最终，方励选择自首，也重新获得了家人的信任。 |
| 林佑威 | 霍偉倫 | 際格公关公司的高級主管，负责國內一般公關事務部門。林中硕的搭擋。斯文，善良，正直，正義，但也有不知变通的一面。对林中硕的印象起初并不是很好，不过在公司利益面前，他也会和林中硕坦诚相待，携手共赢。在方励二次入主际格后，霍伟伦和林中硕联手击败了方励，从而保住了际格。林中硕最后秉承高总意思自动辞职，使霍伟伦成为际格公关的新一任CEO。 |
| 李強   | 高峰   | 際格公关公司创始人、首席执行官。溫雅成熟与聰明睿智兼具，做事穩重、但也是一個心有城府，同时又深陷道德困境、渴望救赎。早年听从方励建议发家，但后来因为和方励不和而导致了际格和宏伟对立的局面。他起初利用林中硕和方励来互相制衡，但后来还是被林中硕打动从而实现自我救赎。最后因为癌症晚期而死。 |
| 李春嬡 | 夏茉   | 應屆畢業生、際格公关公司》新人。初入職場的小白萌，夏茉為了調查案件真相隻身犯險，因競爭關係遭到閨蜜背叛，夏茉卻始終沒有放棄兩人的感情，最終重歸於好。面對這些考驗，夏茉始終熱情積極，也正是這份直面挑戰的勇氣讓夏茉最終收穫美好。不但工作上得到了大家的認可，夏茉還迎來了屬於自己的愛情，與暖男楊光的甜蜜互動十分懵懂、可愛。 |
| 孙樾   | 楊光   | |
| 田蕾希 | 尹靜雅 | 原《際格公關公司》媒體部公關。林中碩進入公司後被調到他部門的團隊人員。 |
| 邬立朋 | 馬林   | 際格公關公司客戶經理。林中碩進入公司後被調到他部門的團隊人員。 |
| 刘恩尚 | 楊子平 | 原際格公關公司輿論監。林中碩進入公司後被調到他部門的團隊人員。 |
| 趙夢迪 | 吳芳   | 任職宏偉公關公司。夏茉的閨蜜兼室友，因分屬不同公司為了公司利益競爭關係而背叛閨蜜，後兩人又把話說開並且和好。 |
| 趙圓圓 | 錢蕾   | 宏偉公關公司主管，已婚。 |
| 武笑羽 | 周雪   | 方勵的妻子。 |
| 颜世魁 | 周思远 | 性格偏执的老教授。 |

## 电视剧歌曲
| 曲序 | 曲目                             |                | 作曲     | 演唱     |
| ---- | -------------------------------- | -------------- | -------- | -------- |
| 1.   | 《因为你 所以我》（片頭曲）      | 阿信           | 阿信     | 五月天   |
| 2.   | 《黄金年代》（片尾曲）           | Hush           | Hush     | 刘若英   |
| 3.   | 《我还是爱着你》（插曲）         | 萧秉治         | 萧秉治   | 萧秉治   |
| 4.   | 《依偎》（插曲）                 | 葛大为、潘燕山 | 潘燕山   | 刘若英   |
| 5.   | 《让我逃离平庸的生活》（插曲）   | 白安           | 白安     | 白安     |
| 6.   | 《风》（插曲）                   | 左颜           | 左颜     | 汪小敏   |
| 7.   | 《雨停之后》（插曲）             | 莫非定律       | 莫非定律 | 莫非定律 |
| 8.   | 《青苔》（插曲）                 | 莫非定律       | 莫非定律 | 莫非定律 |
| 9.   | 《路过的世界沿途都是你》（插曲） | 周品           | 周品     | 周品     |
| 10.  | 《白色》（插曲）                 | 白安           | 白安     | 白安     |